# Малу-Спарт
Малу-Спарт (рум. Malu Spart) — село у повіті Джурджу в Румунії. Адміністративно підпорядковане місту Болінтін-Вале.
Село розташоване на відстані 30 км на захід від Бухареста, 63 км на північ від Джурджу, 135 км на південь від Брашова.

## Населення
За даними перепису населення 2002 року у селі проживали 2996 осіб, з них 2995 осіб (> 99,9%) румунів. Усі жителі села рідною мовою назвали румунську.